# نادين دواني
نادين دواني ( 20 أبريل 1988) رياضية أردنية ولاعبة تايكواندو في المنتخب الوطني الأردني ضمن فئة 67 كجم. ولدت في عمان، الأردن، أصبحت أول لاعبه أردنيه تحمل لقب بطلة آسيا بعد فوزها بالميدالية الذهبية في بطولة التايكواندو الآسيوية في عام 2012 في فيتنام ، وشاركت في بطولة الألعاب الأولمبية لثلاث سنوات على التوالي (2004، 2008، 2012)، وكانت حامل العلم الأردني في دورة الألعاب الأولمبية الصيفية 2012.
أصبحت عضوًا في اللجنة الأولمبية الأردنية عام 2014، وكانت رئيسة البعثة الأردنية في الألعاب الأولمبية للشباب في نانجينغ - الصين، كما كانت رئيسة البعثة الاردنيه في الألعاب الأولمبية لعام 2016 في ريو دي جانيرو، البرازيل.

## مشاركتها في الأولمبياد
بطولة الألعاب الأولمبية الصيفية 2004 في اليونان
كانت نادين اصغر اللاعبات المشاركات سنا ( 16 سنة) في هذه البطولة. وصلت إلى الدور نصف النهائي بعد أن فازت على اللاعبة النيجيرية برنسيس دودو في الدور التمهيدي بنتيجة (9-12)، ثم على الكرواتية ناتاشا فيزمار بنتيجة (5-4) في الدور ربع النهائي، قبل أن تخسر أمام الفرنسية ميريام بافيريل في الدور قبل النهائي. 
وفي المنافسة على الميدالية البرونزية، خسرت أمام اللاعبة الفنزويلية أدريانا كارمونا بنتيجة (8-3) ، وضاعت فرصتها في الفوز بأي ميدالية في هذه البطولة.
بطولة الألعاب الأولمبية الصيفية 2008 في الصين
كانت نادين الأقرب للفوز بنهاية الجولة الثانية بعد أن تعادلت (2-2)،  وجاءت الجولة الثالثة حاسمة وقدمت نادين أداء هجوميا ودفاعيا منظما لكن التسرع في البحث عن نقطة الفوز وخبرة البطلة البريطانية سارة ستيفنسون أدى إلى خسارتها بنتيجة (3-2).
بطولة الألعاب الأولمبية الصيفية 2012 في لندن
خرجت نادين من البطولة مبكرا بعد أن خسرت أمام منافستها الأوكرانية ماريانا كونيفا (13-8) في الدور التمهيدي.

## روابط خارجية
- نادين دواني على موقع TaekwondoData.com (الإنجليزية)
- نادين دواني على موقع اللجنة الأولمبية الدولية (الإنجليزية)
- نادين دواني على موقع أوليمبيديا (الإنجليزية)